# Joey Ramone

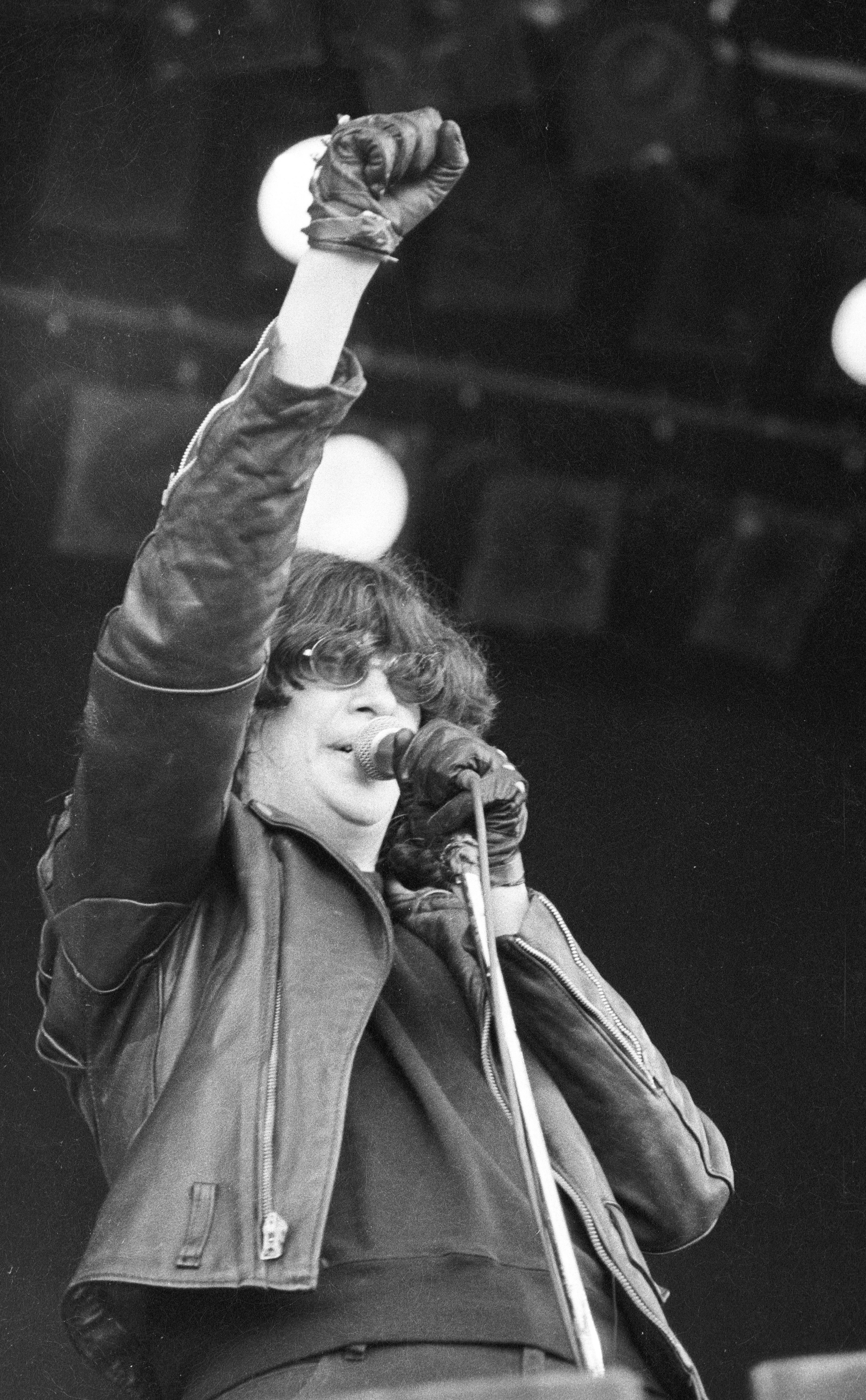
Joey Ramone (ca. 1980er)

Joey Ramone, eigentlich Jeffry Ross Hyman oder Jeffrey Hyman (* 19. Mai 1951 in New York City; † 15. April 2001 ebenda), war ein US-amerikanischer Musiker. Er war der Leadsänger und einer der Songwriter der Punk-Band Ramones. Er und sein Bandkollege Johnny Ramone waren die einzigen Bandmitglieder, die von der Gründung bis zu ihrer Auflösung im Jahr 1996 zur festen Besetzung gehörten.

## Leben und Werk
Joey Ramone wuchs in Forest Hills, Queens, New York City auf und besuchte dort, wie seine späteren Bandkollegen, die „Forest Hills High School“. Er war auffällig aufgrund seiner Körpergröße von 1,98 m, seiner schmalen Statur, seiner Sehbehinderung und seiner langen schwarzen Haare, die meistens sein Gesicht verhüllten. Joey Ramone litt unter Zwangsstörungen. So lief er zum Beispiel mehrmals eine Treppe hinunter, wenn er das Gefühl hatte, nicht alle Stufen oder Pfosten richtig erwischt zu haben, wodurch er nicht selten die Geduld seiner wartenden Bandkollegen auf die Probe stellte. Seine Mutter Charlotte förderte das Interesse an der Musik sowohl bei Joey als auch bei seinem Bruder Mitchell Hyman alias Mickey Leigh. Er nahm, seit er 13 Jahre alt war, Schlagzeugunterricht und war ursprünglich der Schlagzeuger der Ramones. Nachdem die Band festgestellt hatte, dass Dee Dee Ramone, der ursprüngliche Sänger der Ramones, nicht gleichzeitig singen und Bass spielen konnte, wurde Joey Ramone der Sänger der Gruppe.
Auf der Bühne war von Joey Ramones psychischen Problemen nichts zu spüren; er war dort nach Aussage seines Bruders ein anderer Mensch als im wirklichen Leben. Ihm wurde nachgesagt, er sei das „Herz und die Seele“ der Ramones. Seine Lieblingslieder der Band waren meistens die Balladen und Liebeslieder. C. J. Ramone nannte ihn den „Hippie der Gruppe“. Joey Ramone sprach mit Gitarrist Johnny Ramone lange Jahre kein Wort, nachdem dieser ihm die Freundin Linda ausgespannt hatte, die Johnny Ramone später heiratete. Sie waren zudem in politischen Dingen äußerst gegensätzlich, da Joey Ramone eher liberal eingestellt, Johnny Ramone hingegen den Konservativen zugetan war. Beide haben sich nie versöhnt.

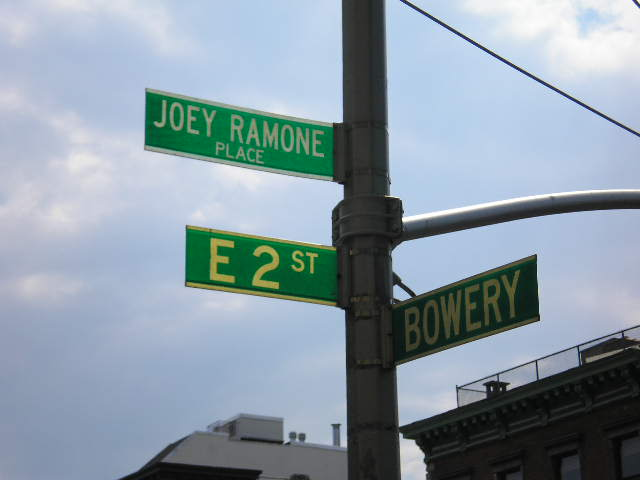
Zu Ehren von Joey Ramone wurde ein Platz in New York City (Downtown Manhattan) nach ihm benannt

Joey Ramone starb am 15. April 2001 an einem Non-Hodgkin-Lymphom, an dem er offensichtlich schon seit längerer Zeit gelitten hatte. Er wurde bereits Mitte der 1990er Jahre in einer Spezialklinik in New York gesehen. Sein Tod war ein Schock und steht stellvertretend für das Ende einer musikalischen Ära. Unzählige Anerkennungen von Fans wie auch Musikern folgten. Joey Ramones Grab befindet sich auf dem Hillside Cemetery in Lyndhurst, New Jersey.
Joey Ramones Soloalbum Don’t Worry About Me wurde 2002 veröffentlicht. Die elf Lieder auf diesem Album waren aus seinem Nachlass von 20 Stücken ausgewählt worden, die unverkennbar nach den Ramones klingen. Das Album beinhaltet die Single What a Wonderful World, eine Coverversion des Louis-Armstrong-Klassikers. Joey Ramone nahm die Stücke über einen Zeitraum von vier Jahren zusammen mit dem langjährigen Ramones-Produzenten Daniel Rey auf. In dieser Zeit litt er bereits unter seiner schweren Krankheit.
Im Text zu I Got Knocked Down (But I’ll Get Up) spürt man die Nähe zum Tod: „Sitting in a hospital bed, frustration going through my head… I, I want life, I want my life, it really sucks“.
Am 30. November 2003 wurde eine Straßenecke in New York – Bowery, Ecke 2nd Street – offiziell in „Joey Ramone Place“ umbenannt, die in der Nähe des CBGB-Club liegt, in dem die Ramones ihre ersten Erfolge feierten.
Am 22. Mai 2012 wurde das zweite Soloalbum von Joey Ramone mit dem Titel ...Ya Know veröffentlicht. Joey Ramones Bruder Micky Leigh, hauptverantwortlich für die Produktion des Albums, hatte das Projekt zu einem erfolgreichen Abschluss geführt.
Die erste Singleauskopplung Rock’N’Roll Is The Answer war bereits am weltweiten Recordstore Day am 21. April 2012 auch als limitierte 7"-Vinyl veröffentlicht worden.

## Diskografie

### Studioalben
- 2002: Don’t Worry About Me
- 2012: ...Ya Know

### EPs
- 1994: In a Family Way (mit Sibling Rivalry)
- 2002: Christmas Spirit...In My House

### Singles
- 1982: I Got You Babe (mit Holly Beth Vincent)
- 2001: Merry Christmas (I Don't Want to Fight Tonight) (Revised) / I Couldn't Sleep at All
- 2002: What a Wonderful World
- 2012: Rock'n'Roll Is The Answer / There's Got to Be More to Life

### Sonstiges
- 1995: The Independents: In for the Kill (Produzent)
- 1998: The Independents: The Independents (Produzent)
- 1999: Ronnie Spector: She Talks to Rainbows (Produzent)
- 2000: Helen Love: Love & Glitter Hot Days and Music (Gastsänger)
- 2002: Blackfire: One Nation Under (Produzent und Gastsänger)